# Herminia ciliata
Herminia ciliata là một loài bướm đêm trong họ Noctuidae.